# Jugenheim in Rheinhessen
Jugenheim in Rheinhessen település Németországban, Rajna-vidék-Pfalz tartományban. Lakosainak száma 1699 fő (2023. december 31.).

## Népesség
A település népességének változása:
| Lakosok száma | 1019 | 1610 | 1601 | 1622 | 1675 | 1699 |
|               | 1975 | 2017 | 2019 | 2021 | 2022 | 2023 |